# Explosão em Bombaim
A Explosão de Bombaim (ou explosão nas docas de Bombaim) ocorreu em 14 de abril de 1944, na Doca Victoria de Bombaim, Índia Britânica (hoje Mumbai, Índia), quando o navio de carga britânico SS Fort Stikine pegou fogo e foi destruído em duas explosões gigantescas, espalhando destroços, afundando embarcações próximas e incendiando a área, matando entre 800 e 1 300 pessoas. Cerca de 80 mil pessoas ficaram desabrigadas e 71 bombeiros perderam a vida após o ocorrido. O navio transportava uma carga mista de fardos de algodão, madeira, óleo, ouro e munições, incluindo cerca de 1 400 toneladas de explosivos, além de 240 toneladas adicionais de torpedos e armamentos.

## Navio, viagem e carga

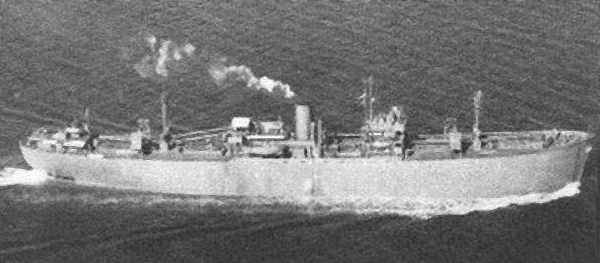
SS Fort Stikine

O SS Fort Stikine era um cargueiro de 7 142 TAB construído em 1942 em Prince Rupert, Colúmbia Britânica, sob um acordo de arrendamento mercantil; o nome Stikine derivava do Rio Stikine.
Zarpando de Birkenhead em 24 de fevereiro, via Gibraltar, Porto Said e Carachi, chegou a Bombaim em 12 de abril de 1944. Sua carga incluía 1 395 toneladas de explosivos, incluindo 238 toneladas de explosivos sensíveis "A", torpedos, minas, projéteis e munições. Também levava aviões de caça Supermarine Spitfire, fardos de algodão, barris de petróleo, madeira, ferro velho e aproximadamente £ 890 000 em barras de ouro em 31 caixas.

## Incidente

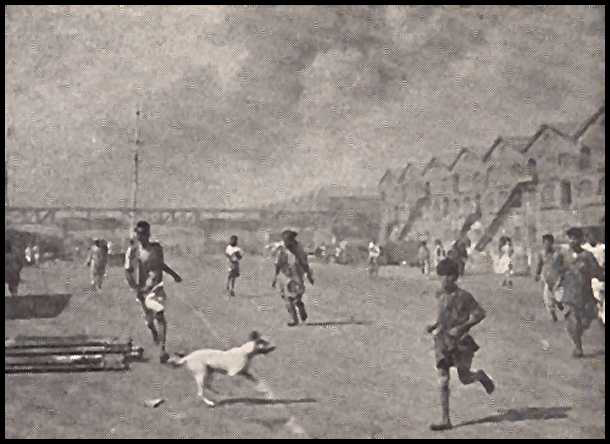
Pessoas correndo para se proteger após a explosão

No meio da tarde, por volta das 14h, a tripulação foi alertada sobre um incêndio a bordo, aparentemente no porão nº 2. Nem a tripulação, nem os bombeiros da doca e dos barcos de combate a incêndio conseguiram extinguir as chamas, apesar de terem bombeado mais de 900 toneladas de água no navio, sem localizar a origem do incêndio devido à intensa fumaça. A água estava fervendo em várias partes da embarcação devido ao calor intenso.
Às 15h50, foi dada a ordem de abandonar o navio e, dezesseis minutos depois, uma grande explosão partiu o navio ao meio, quebrando janelas em um raio de mais de 12 km (7.5 mi). Essa explosão e outra subsequente foram tão potentes que foram registradas por sismógrafos no Observatório de Colaba, em Bombaim. Os sensores registraram tremores até em Shimla, a mais de 1 700 km de distância. O material em chamas caiu sobre bairros próximos, causando incêndios em uma área de cerca de 2 km2 (0.77 sq mi), em um arco de 800 m (870 yd) ao redor do navio. Onze embarcações próximas afundaram ou estavam afundando, e as equipes de emergência sofreram perdas pesadas. A tentativa de conter o fogo foi comprometida por uma segunda explosão às 16h34, que lançou fardos de algodão em chamas sobre os navios ancorados, o estaleiro e os bairros fora do porto. As explosões foram ouvidas a até 80 km (50 mi) de distância. Algumas das áreas mais desenvolvidas e economicamente importantes de Bombaim foram devastadas pela explosão e pelos incêndios subsequentes.
O navio-hospital australiano AHS Wanganella estava ancorado a cerca de 2 nmi (3.7 km) de Bombaim no momento da explosão. Foi trazido ao porto e permaneceu por uma semana tratando feridos antes de seguir viagem para Tarento, Itália.

### Notícias
Os primeiros relatos da explosão foram transmitidos pela Rádio Saigon, controlada pelos japoneses, em 15 de abril de 1944. A censura britânico-indiana permitiu que os repórteres publicassem sobre o incidente somente na segunda semana de maio de 1944. A revista Time publicou a matéria em 22 de maio de 1944, sendo a primeira divulgação para o mundo exterior.
Um filme feito pelo cinegrafista indiano Sudhish Ghatak sobre a explosão e seus efeitos foi confiscado pelos militares, embora partes tenham sido exibidas posteriormente como cinejornal.

## Perdas

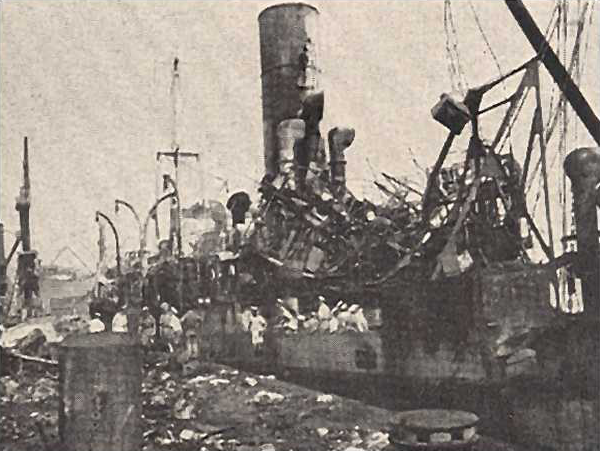
Consequências da explosão no porto

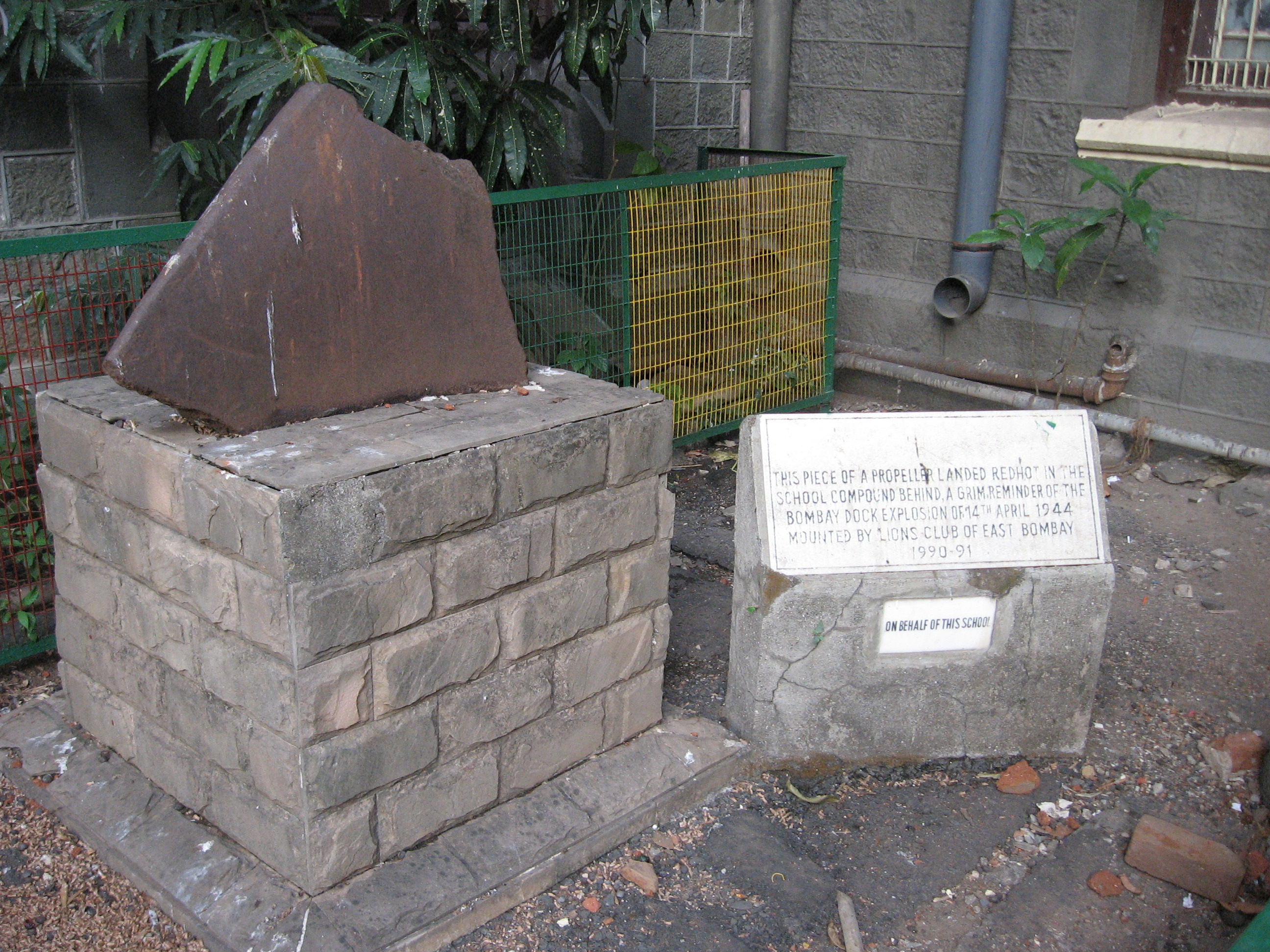
Fragmento de hélice que caiu na escola St. Xavier, a cerca de 5 km das docas

Estima-se que mais de 800 pessoas morreram, embora algumas estimativas indiquem cerca de 1 300 vítimas.
- 231 mortos pertenciam aos serviços portuários, como bombeiros e operários.[8]
- 66 desses eram bombeiros
- Mais de 500 civis mortos[8]
- Estimativas apontam até 1 300 mortos[13]
- Mais de 2 500 feridos, incluindo civis[8]
- 13 navios foram perdidos[8]
- Três navios da Marinha Real Indiana foram destruídos[14]
- 31 caixas com barras de ouro foram perdidas (quase todas recuperadas)
- Mais de 50 mil toneladas de embarcações destruídas e outras 50 mil toneladas danificadas[8]
- Perda de mais de 50 mil toneladas de grãos, como arroz, incentivando o mercado negro de alimentos após o desastre

## Atividades de ajuda nos subúrbios
D. N. Wandrekar, jornalista sênior do jornal The Bombay Chronicle, relatou em 20 de abril de 1944 que os Mumbaikars sempre foram conhecidos por sua generosidade. Cerca de cinco dias após o incidente, os esforços de ajuda foram transferidos para os subúrbios devido à neutralização da África do Sul pelos danos sofridos. Em seguida, pessoas das áreas afetadas começaram a se deslocar para os subúrbios.
Cerca de seis mil pessoas da região de Mandvi, em sua maioria de classe média, se mudaram para Ghatkopar. Os trabalhadores e moradores locais abriram três escolas para abrigar essas famílias e residências particulares também ofereceram acolhimento.
Houve uma corrida de operários das docas que queriam deixar Bombaim a pé pela estrada de Ágra. Os trabalhadores de Ghatkopar abriram uma cozinha comunitária no salão da Hindu Sabha, servindo refeições a cerca de mil pessoas, duas vezes ao dia. Enquanto isso, moradores de Irla, em Vile Parle, abriram outro centro que atendia cerca de 500 refugiados com alimentação e abrigo. Uma terceira cozinha foi montada em Khotwadi e Narli Agripada, em Santa Cruz, onde cerca de 300 pessoas foram atendidas.
Em Khar, foram distribuídas rações a aproximadamente cem pessoas que encontraram abrigo em Kherwadi e na antiga vila de Khar. O povoado de pescadores de Khar Danda também ofereceu alimentação e alojamento para cerca de cem pessoas. Muitas famílias da Ilha de Salsete, também conhecida como subúrbio de Bombaim, abriram suas portas para os necessitados.

## Salvamento
Como parte da operação de resgate, o segundo-tenente Ken Jackson, da RNVR, foi destacado para o governo indiano a fim de coordenar o bombeamento da água dos navios. Ele e o sargento-mor Charles Brazier chegaram a Bombaim em 7 de maio de 1944. Durante três meses, várias embarcações foram recuperadas. Após esse período, Jackson e Brazier retornaram a Colombo. Jackson permaneceu no Extremo Oriente por mais dois anos realizando outras operações de salvamento.
Pelos esforços na operação de bombeamento, Brazier foi condecorado com a MBE e Jackson foi promovido. O navio varredor australiano HMAS Gawler desembarcou equipes de apoio em 21 de junho de 1944 para ajudar na recuperação do porto.

## Consequências
O fogo levou três dias para ser controlado. Posteriormente, 8 mil homens trabalharam durante sete meses para remover cerca de 500 mil toneladas de destroços e restaurar o funcionamento das docas.
A investigação concluiu que os fardos de algodão foram, provavelmente, o ponto inicial do incêndio. Foram criticadas várias falhas:
- Armazenar o algodão abaixo das munições
- Não exibir a bandeira vermelha (bandeira B) que indica "carga perigosa a bordo"
- Atraso no descarregamento dos explosivos
- Não uso de injetores de vapor para conter o fogo
- Atraso na notificação ao corpo de bombeiros[15]

Milhares de famílias perderam tudo e ficaram apenas com as roupas do corpo. Estima-se que cerca de 6 mil empresas tenham sido afetadas e 50 mil pessoas ficaram desempregadas. O governo assumiu total responsabilidade pela tragédia e pagou indenizações às vítimas que solicitaram compensações por perdas e danos.

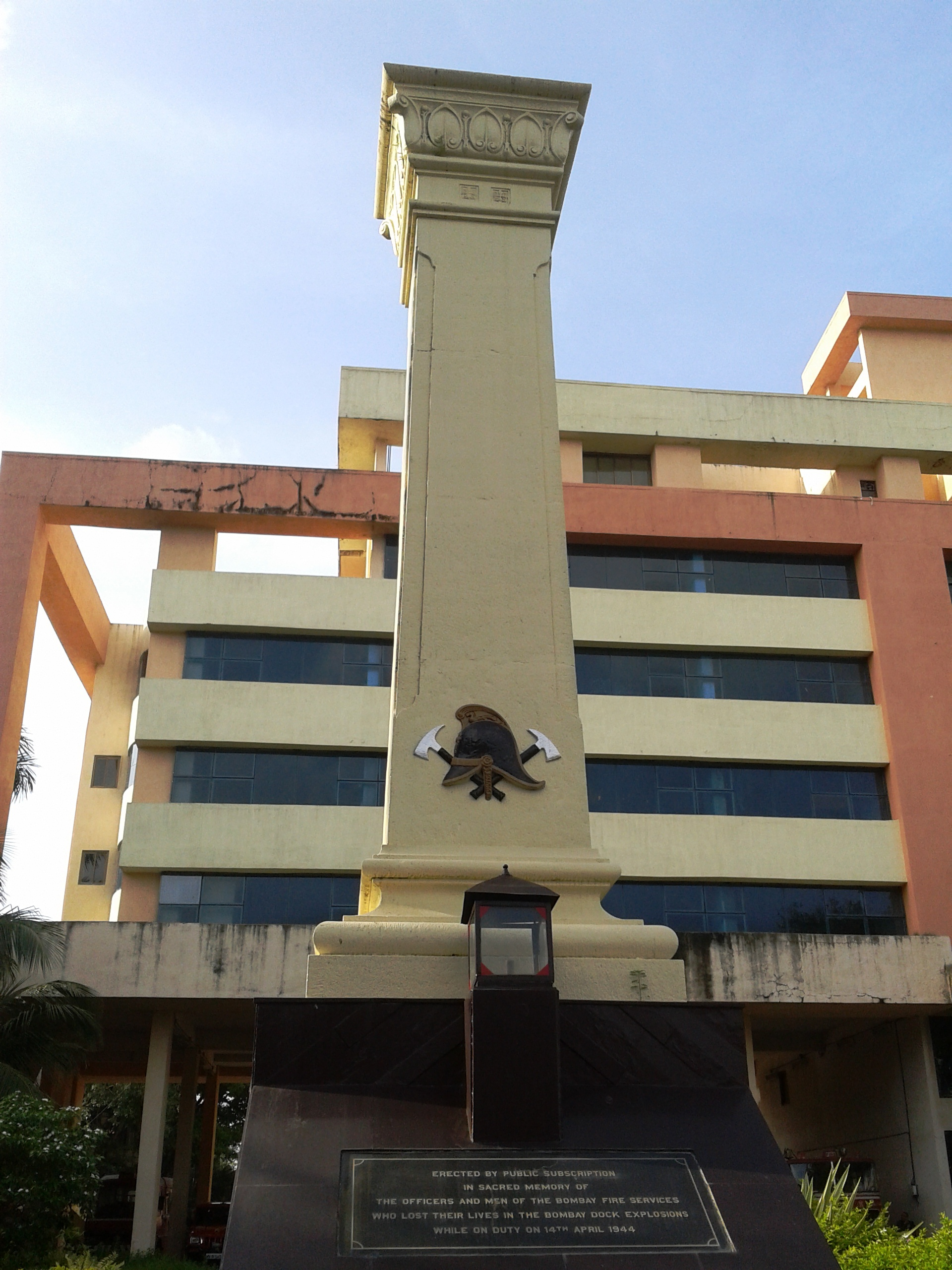
Memorial erguido em frente à sede do Corpo de Bombeiros de Mumbai

Durante dragagens periódicas de manutenção das docas, várias barras de ouro intactas foram recuperadas, algumas tão recentemente quanto fevereiro de 2011. Em outubro de 2011, também foi encontrado um projétil ativo de 45 kg.
A sede do Corpo de Bombeiros de Mumbai, localizada em Byculla, abriga um memorial em homenagem aos bombeiros falecidos. A Semana Nacional de Prevenção de Incêndios é celebrada anualmente em toda a Índia de 14 a 21 de abril, em memória dos 66 bombeiros que perderam suas vidas nessa explosão.